# Douglas (namn)
Mansnamnet Douglas är ett keltiskt namn med betydelsen 'mörkt vatten'
eller 'från den mörka strömmen' och bildat av de keltiska orden dubh 'svart', och glas 'ström'. Namnet är vanligt som flodnamn på keltiska och ursprungligen främst namnet på en klan i Skottland och också namnet på en svensk adelsätt. Först på 1900-talet började det användas som förnamn i Sverige.  
Sedan 1980-talet har namnet haft en viss popularitet, men i de äldre generationerna är det betydligt ovanligare. Den 31 december 2009 fanns det totalt 4 002 personer i Sverige med förnamnet Douglas, varav 2 055 med det som förstanamn/tilltalsnamn. År 2003 fick 105 pojkar namnet, varav 59 fick det som tilltalsnamn.
Namnsdag: 13 april, (1986-1992: 27 september).

## Personer med förnamnet Douglas
- Douglas Adams (1952–2001), brittisk författare
- Douglas Coupland (född 1961), kanadensisk författare
- Douglas "Dogge Doggelito" Léon (född 1975), svensk musiker
- Douglas Fairbanks (1883–1939), amerikansk skådespelare
- Douglas Haig (1861–1928), brittisk fältmarskalk
- Douglas Henshall (född 1965), skotsk skådespelare
- Douglas Håge (1898–1959), svensk skådespelare
- Douglas Johansson (född 1960), svensk skådespelare
- Douglas Lima (född 1988), brasiliansk MMA-utövare
- Douglas MacArthur (1880–1964), amerikansk general
- Douglas Murray (född 1980), svensk ishockeyspelare
- Douglas Sirk (1900–1987), tysk-amerikansk filmregissör

## Personer med efternamnet Douglas
- Gustaf Douglas (född 1938), svensk greve och finansman
- Kirk Douglas (1916-2020), amerikansk skådespelare
- Michael Douglas (född 1944), amerikansk skådespelare